# Campeonato Mundial de Xadrez por Equipes
O Campeonato Mundial de Xadrez por Equipes é um evento internacional de xadrez de equipe, elegíveis para a participação de 10 países cujas federações de xadrez dominam seus respectivos continentes. É a competição de equipes mais importante organizada pela FIDE, depois das Olimpíadas de Xadrez.

## Modo
Inicialmente, o torneio era realizado a cada quatro anos, mas, desde 2011, foi reduzido a cada dois anos.  O Campeonato Mundial Femenino de Xadrez por Equipes foi adicionado em 2007.
Limitado a 10 seleções nacionais, inicialmente estavam elegiveis para participar: o país-sede, o vencedor da Copa do Mundo anterior, os vencedores dos campeonatos continentais (Europa, Ásia, África e América), três nações com a maior pontuação da última Olimpíada (que não teriam se classificado con os beneficios anunciados) e una seleção convidada. 

## Medalhistas na modalidade aberta
| #    | Ano  | Sede                   | Ouro            | Prata          | Bronze     |
| ---- | ---- | ---------------------- | --------------- | -------------- | ---------- |
| I    | 1985 | Lucerna Suíça          | União Soviética | Hungria        | Inglaterra |
| II   | 1989 | Lucerna Suíça          | União Soviética | Iugoslávia     | Inglaterra |
| III  | 1993 | Lucerna Suíça          | Estados Unidos  | Ucrânia        | Rússia     |
| IV   | 1997 | Lucerna Suíça          | Rússia          | Estados Unidos | Armênia    |
| V    | 2001 | Yerevan Armênia        | Ucrânia         | Rússia         | Armênia    |
| VI   | 2005 | Bersebá Israel         | Rússia          | China          | Armênia    |
| VII  | 2009 | Bursa Turquia          | Rússia          | Estados Unidos | Índia      |
| VIII | 2011 | Liampó China           | Armênia         | China          | Ucrânia    |
| IX   | 2013 | Antália Turquia        | Rússia          | China          | Ucrânia    |
| X    | 2015 | Salcazor Armênia       | China           | Ucrânia        | Armênia    |
| XI   | 2017 | Khanty-Mansiisk Rússia | China           | Rússia         | Polónia    |
| XII  | 2019 | Astana Cazaquistão     | Rússia          | Inglaterra     | China      |
| XIII | 2022 | Jerusalém Israel       | China           | Uzbequistão    | Espanha    |

## Medalhistas na modalidade feminina
| #    | Ano  | Sede                   | Ouro    | Prata       | Bronze  |
| ---- | ---- | ---------------------- | ------- | ----------- | ------- |
| I    | 2007 | Ecaterimburgo Rússia   | China   | Rússia      | Ucrânia |
| II   | 2009 | Liampó China           | China   | Rússia      | Ucrânia |
| III  | 2011 | Mardim Turquia         | China   | Rússia      | Geórgia |
| IV   | 2013 | Astana Cazaquistão     | Ucrânia | China       | Rússia  |
| V    | 2015 | Chengdu China          | Geórgia | Rússia      | China   |
| VI   | 2017 | Khanty-Mansiisk Rússia | Rússia  | China       | Geórgia |
| VII  | 2019 | Astana Cazaquistão     | China   | Rússia      | Geórgia |
| VIII | 2021 | Sitges Espanha         | Rússia  | Inglaterra  | Geórgia |
| IX   | 2023 | Bydgoszcz Polónia      | Geórgia | Cazaquistão | França  |